# قائمة مواقع التراث العالمي في سويسرا

تحدد منظمة الأمم المتحدة للتربية والعلم والثقافة يونسكو جميع مواقع التراث العالمي ذات القيمة العالمية البارزة للتراث الثقافي أو الطبيعي والتي تم ترشيحها من قبل الدول الموقعة على اتفاقية التراث العالمي لليونسكو، والتي تم تأسيسها في عام 1972. صادقت سويسرا على الاتفاقية في 17 سبتمبر 1975، مما جعل مواقعها الطبيعية والثقافية مؤهلة للإدراج في القائمة.
اعتبارًا من عام 2021، تم إدراج ثلاثة عشر موقعا في سويسرا في قائمة التراث العالمي، تسعة منها مواقع ثقافية وأربعة مواقع طبيعية. تمت إضافة المواقع الثلاثة الأولى إلى القائمة في عام 1983: مدينة برن القديمة، دير سانت غال، ودير القديس. كانت أحدث إضافة هي الغابتين اللتين تمت إضافتهما إلى غابات الزان القديمة والبدائية في منطقة الكاربات ومناطق أخرى في أوروبا في عام 2021.
خمسة مواقع مشتركة مع بلدان أخرى. يتم مشاركة السكك الحديدية ريتيان ومونتي سان جيورجيو مع إيطاليا، ومساكن ما قبل التاريخ حول جبال الألب مع خمس دول، العمل المعماري لو كوربوزييه مع ستة بلدان وغابات الزان القديمة والبدائية مع 17 دولة. هناك موقع واحد في القائمة الإرشادية المؤقتة.

## القائمة
قائمة اليونسكو المواقع تحت عشرة معايير ؛ يجب أن يفي كل إدخال بواحد على الأقل من المعايير. المعايير من الأول إلى السادس ثقافية، في حين أن المعايير من السابع إلى العاشر طبيعية.

### القائمة الرئيسية
| الاسم                                                                 | الصورة                                                                                        | الموقع                                              | سنة التسجيل | النوع | ملاحظات |
| --------------------------------------------------------------------- | --------------------------------------------------------------------------------------------- | --------------------------------------------------- | ----------- | ----- | --- |
| مدينة برن القديمة                                                     | Bern's old city as seen from across the Aare River                                            | كانتون برن                                          | 1983        | ثقافي | تأسست برن في القرن الثاني عشر على تل محاط بنهر آر من ثلاث جهات. على مدى قرون، تطورت المدينة باتباع مفهوم تخطيط متماسك بشكل استثنائي، وبالتالي احتفظت بطابعها الأصلي. شهدت المدينة التي تعود إلى العصور الوسطى إدخال نوافير المياه في القرن السادس عشر وتجديد وإعادة بناء المباني القديمة في القرن الثامن عشر. |
| دير سانت غال                                                          | A large cathedral with two distinct summits                                                   | كانتون سانت غالن                                    |             | ثقافي | تأسس دير سانت غال في القرن الثامن، وأصبح علمانيًا في عام 1805. وكان أحد أهم الأديرة في أوروبا. مكتبتها هي واحدة من أغنى وأقدم المكتبات في العالم وتحتوي على عدد من المخطوطات الثمينة، مثل مخطط سانت غال. أعيد بناء أجزاء من المبنى على الطراز الباروكي في القرن الثامن عشر. |
| دير القديس يوحنا                                                      | A clock tower standing beside two small houses and a museum                                   | كانتون غراوبوندن                                    | 1983        | ثقافي | دير القديس يوحنا هو دير مسيحي من الفترة الكارولنجية، وقد تأسس حوالي عام 775. تضم الكنيسة أكبر سلسلة من اللوحات الجدارية التصويرية في سويسرا، والتي تم رسمها في النصف الأول من القرن التاسع. تم رسم بعض اللوحات الجدارية ولكن تم ترميمها في القرن العشرين. منذ القرن الثاني عشر، تم استخدام الدير كمركز ديني لصالح الرهبنة البندكتية. |
| قلاع بيلينزونا                                                        | Montebello and Sasso Corbaro castles above Bellinzona                                         | كانتون تيسينو                                       | 2000        | ثقافي | قلاع بيلينزونا التي تحمي مدخل نهر تسين وبالتالي الوصول إلى أحد أهم ممرات جبال الألب المؤدية إلى شمال إيطاليا. يعود الجزء الأكبر من القلاع إلى القرن الخامس عشر، على الرغم من أن بعض الأجزاء أقدم من ذلك بقرون. يتألف العقار من قلعتين، كاستيلجراند ومونتيبيلو، متصلتين بجدران، وقلعة ثالثة، ساسو كوربارو، والتي تم بناؤها على نتوء صخري منعزل. الموقع في حالة حفظ ممتازة.                                                                                 |
| محمية يونغفراو أليتش                                                  | A glacier, mountains in the background                                                        | كانتون برن / كانتون فاليز                           | 2001        | طبيعي | يشتمل هذا الموقع على واحدة من أعلى مناطق جبال الألب وأكثرها تجلدًا، مع قمم مثل إيغير، جبل مونك ويونغفراو. يوفر سجلاً جيومورفولوجيًا للعمليات التي شكلت جبال الألب العالية، فضلاً عن موطن متنوع للحيوانات والنباتات، والذي تطور على التوالي بعد تراجع الأنهار الجليدية. لعبت المناظر الطبيعية دورًا مهمًا في تطوير تسلق الجبال والسياحة الجبلية، وكذلك في الأدب والفنون. تم إدراج الموقع في الأصل في عام 2001، وتم توسيع حدود الموقع في عام 2007.                |
| مونتي سان جيورجيو                                                     | Monte San Giorgio, shown on the left in the background of Lake Lugano                         | كانتون تيسينو                                       | 2003        | طبيعي | يعتبر مونتي سان جيورجيو، المطل على بحيرة لوغانو، أفضل سجل أحفوري للحياة البحرية من العصر الثلاثي (قبل 245–230 مليون سنة). في تلك الفترة، كانت المنطقة عبارة عن بحيرة استوائية مزدهرة بالزواحف، الأسماك، ذوات الصدفتين، أمونيت، شوكيات الجلد والقشريات. كما تم الحفاظ على أحافير الحيوانات الأرضية، حيث كانت البحيرة بالقرب من الأرض. تم إدراج جزء الملكية في سويسرا في عام 2003 وتم توسيعه ليشمل الجزء الإيطالي في عام 2010.                              |
| لافو، كروم المدرجات                                                   | Vineyard terraces rise above Lake Geneva                                                      | كانتون فود                                          | 2007        | ثقافي | تمتد كروم المدرجات في لافو لحوالي 30 كم (19 ميل) على طول الشواطئ الشمالية المواجهة لجنوب بحيرة ليمان من قلعة شيلون إلى الضواحي الشرقية لوزان. يعود تاريخها إلى القرن الحادي عشر، عندما كانت المنطقة تحت سيطرة الرهبنة البندكتية والسيسترسية. كان النبيذ مهمًا للاقتصاد المحلي على مر القرون. تشمل المنطقة المحمية القرى والمباني الفردية والطرق وممرات المشاة.                                                                                             |
| سكة حديد ريتيان                                                       | The Glacier Express train in the Albula Valley                                                | كانتون غراوبوندن                                    | 2008        | ثقافي | خطي ألبولا وبرنينا للسكك الحديدية ريتيان هما خطان تاريخيان للسكك الحديدية يعبران جبال الألب السويسرية. تم بناؤها في أوائل القرن العشرين، مما وفر طريقًا سريعًا وسهلاً إلى العديد من مستوطنات جبال الألب المعزولة سابقًا. تطلب بناء السكك الحديدية التغلب على التحديات التقنية من خلال الجسور والمعارض والأنفاق. الموقع مشترك مع إيطاليا. |
| جبال غراوبوندن                                                        | Martinsloch (Martins hole) is visible in the center of the Tschingelhörner in the Glarus Alps | كانتون غراوبوندن / كانتون غلاروس / كانتون سانت غالن | 2008        | طبيعي | تتميز جبال غراوبوندن بوجود فالق دفع كبير، وهي ظاهرة جيولوجية حيث يتم نقل الصخور القديمة إلى طبقات أصغر في عملية تكون الجبال. نظرًا لسهولة الوصول إلى هذه المنطقة، فقد لعبت دورًا مهمًا في دراسات العمليات التكتونية والعلوم الجيولوجية منذ القرن الثامن عشر. |
| لا شو دو فون / لو لوكل                                                | A fairly large city with buildings of diverse sizes                                           | كانتون نيوشاتل                                      | 2009        | ثقافي | تقع المدينتان في جبال جورا السويسرية النائية. بسبب سوء الأراضي الزراعية، ركزت المدن على صناعة الساعات. بعد حرائق مدمرة في القرن التاسع عشر، أعيد بناء كلتا المدينتين لدعم هذه الصناعة الفردية. تطور الإنتاج الحرفي للصناعة المنزلية إلى صناعة المصانع في أواخر القرنين التاسع عشر والعشرين. مدينة لا شو دو فون، مع تقسيم العمل في صناعة الساعات، تمت دراستها من قبل كارل ماركس على أنها "مدينة مصنع ضخمة" في كتابه رأس المال.                             |
| مساكن ما قبل التاريخ حول جبال الألب                                   | Remains of underwater palafittes, station of Morges                                           | 56 موقع متفرق                                       | 2011        | ثقافي | يحتوي هذا الموقع العابر للحدود (المشترك مع النمسا، فرنسا، ألمانيا، إيطاليا وسلوفينيا) على 111 موقعًا فرديًا صغيرًا مع بقايا مستوطنات ما قبل التاريخ (أو منزل الركيزة) في جبال الألب وحولها والتي بنيت من حوالي 5000 إلى 500 قبل الميلاد على حواف البحيرات أو الأنهار أو الأراضي الرطبة. وهي تحتوي على ثروة من المعلومات حول الحياة والتجارة في ثقافات العصر الحجري الحديث الأوروبي والعصر البرونزي في جبال الألب في أوروبا. يوجد ستة وخمسون موقعًا في سويسرا. |
| العمل المعماري لو كوربوزييه                                           | Immeuble Clarté building                                                                      | كانتون فود / كانتون جنيف                            | 2016        | ثقافي | يشمل هذا الموقع عبر الوطني (المشترك مع الأرجنتين، بلجيكا، فرنسا، ألمانيا، الهند واليابان) 17 عملاً للمهندس المعماري الفرنسي السويسري لو كوربوزييه. كان لو كوربوزييه ممثلًا مهمًا للحركة الحداثية، التي قدمت تقنيات معمارية جديدة لتلبية احتياجات المجتمع المتغير. تم إدراج موقعين في سويسرا، مبنى كلارتي وفيلا لو لاك. |
| غابات الزان القديمة والبدائية في منطقة الكاربات ومناطق أخرى من أوروبا |                                                                                               | كانتون تيسينو / كانتون سولوتورن                     | 2017        | طبيعي | تُستخدم غابات الزان البدائية في منطقة الكاربات لدراسة انتشار شجرة الزان (زان أوروبي) في نصف الكرة الشمالي عبر مجموعة متنوعة من البيئات والبيئة في الغابة. تم إدراج الموقع لأول مرة في عام 2007 في سلوفاكيا وأوكرانيا. تم تمديده في 2011، 2017 و2021 ليشمل الغابات في 18 دولة. أُضيفت غابتان في سويسرا إلى القائمة في عام 2021، فوريت دي لا فالي دي لودانو وفوريت دي لا بيتلاخستوك.                                                                          |

### القائمة الإرشادية المؤقتة
بالإضافة إلى المواقع المدرجة في قائمة التراث العالمي، يمكن للدول الأعضاء الاحتفاظ بقائمة من المواقع المؤقتة التي قد تفكر في ترشيحها. يتم قبول الترشيحات لقائمة التراث العالمي فقط إذا كان الموقع مدرجًا مسبقًا في القائمة المؤقتة. اعتبارًا من عام 2021، كان لدى سويسرا موقع واحد على قائمتها المؤقتة.
| الاسم            | الصورة                                | الموقع           | سنة التسجيل | النوع | ملاحظات |
| ---------------- | ------------------------------------- | ---------------- | ----------- | ----- | --- |
| جسر سالجيناتوبيل | Salginatobel Bridge, photo from below | كانتون غراوبوندن | 2017        | ثقافي | تم تصميم الجسر من خرسانة مسلحة، بطول 132 مترًا (433 قدمًا) ويمتد على 93 مترًا (305 قدمًا) فوق مضيق سالجينا، من قبل المهندس المدني السويسري روبرت مايلارت (1872–1949) وتم الانتهاء منه في عام 1930. الجسر بارز بسبب الاستخدام المبتكر للمواد الجديدة أثناء البناء والتصميم الأنيق. |